# Rhodophthitus tricoloraria
Rhodophthitus tricoloraria is een vlinder uit de familie spanners (Geometridae). De wetenschappelijke naam van deze soort is voor het eerst geldig gepubliceerd in 1890 door Mabille.
De soort komt voor in tropisch Afrika.